# Municipio de Logan (condado de Sherman)
El municipio de Logan (en inglés: Logan Township) es un municipio ubicado en el condado de Sherman en el estado estadounidense de Kansas. En el año 2010 tenía una población de 222 habitantes y una densidad poblacional de 1,61 personas por km².

## Geografía
El municipio de Logan se encuentra ubicado en las coordenadas 39°19′45″N 101°46′56″O / 39.32917, -101.78222. Según la Oficina del Censo de los Estados Unidos, el municipio tiene una superficie total de 138.09 km², de la cual 138,09 km² corresponden a tierra firme y (0 %) 0 km² es agua.

## Demografía
Según el censo de 2010, había 222 personas residiendo en el municipio de Logan. La densidad de población era de 1,61 hab./km². De los 222 habitantes, el municipio de Logan estaba compuesto por el 92,34 % blancos, el 0,9 % eran afroamericanos, el 6,76 % eran de otras razas. Del total de la población el 6,76 % eran hispanos o latinos de cualquier raza.